# Скутник, Матеуш
Матеуш Скутник (пол. Mateusz J. Skutnik; род. 26 июля 1976) — польский художник, создатель игр, по образованию архитектор, окончил Гданьский политехнический университет в Польше. Матеуш известен как автор нескольких графических новелл, таких как серия Rewolucje, Blaki и Morfolaki, а также короткометражного мультфильма Kinematograph.
Матеуш и Карл Конверский — основатели Pastelgames, компании, которая создала несколько серий point and click флеш-игр, среди которых Covert Front, Daymare Town, 10 Gnomes и Submachine.

## Графические новеллы
- Blaki — Октябрь 2005 — ISBN 8392296303
- Pan Blaki — Январь 2007 — ISBN 8324008683
- Blaki. «Paski» — 2008 — ISBN 978-83-60915-19-6
- Morfołaki — Zebrane — Октябрь 2007 — ISBN 9788361081074

## Награды
- Jayisgames — Point and Click Game of 2010[4]
  - Первый приз: Submachine 7: The Core
  - Третий приз: Daymare Town 3
- Jayisgames — Adventure Game 2009 — (browser games)[5]
  - Победитель: Submachine 6: The Edge
  - Четвёртое место: Covert Front 3: Night in Zurich
- Storm of the Year from 2008—1910 Gnomes[6]
- Jayisgames: Лучшее приключение 2008 — Audience Award[7]
  - Победитель: Submachine 5: The Root
  - Третье место: Daymare Town 2
- Игра месяца в журнале GeeDisplay[8] — Mission to Mars[9]
- FreeGamesNews: Третье место на соревновании «Лучший разработчик 2007»
- Jayisgames — Point and Click Game 2007[10]
- Победитель: Submachine 4: The Lab
  - Пятое место: Covert Front
  - Седьмое место: Daymare Town
- Album of the Year Award 2006 — Blaki